# Prinsessan av Asturiens pris
Prinsessan av Asturiens pris, spanska: Premios Princesa de Asturias, asturiska: Premios Princesa d'Asturies, är ett antal årliga utmärkelser som utdelas av den spanska stiftelsen Fundación Princesa de Asturias som är namngivet efter titeln på spanska tronarvingen. Prisen delas ut till personer, grupper, organisationer eller andra från hela världen vilka har gjort anmärkningsvärda insatser inom vetenskap, humaniora eller samhället. Priset instiftades 1981. Mellan 1981 och 2014 hette priset Prinsen  av Asturiens pris. 

## Historik

### Kategorier och utdelande
Priset delades från starten ut i sex olika kategorier. 1986 tillkom en sjunde kategori – Concordia ('Sammanhållning'). Året efter tillkom även en åttonde kategori – Deportes (Idrott). De olika priskriterierna listas nedan under varje kategorirubrik. årets pristagare för sammanhållning offentliggörs i september, medan övriga pristagare offentliggörs i juni månad.
Utdelandet av prisen sker i oktober, på Campoamor-teatern i Oviedo, huvudstad i Asturien. Den särskilda statyetten, som delas ut av Spaniens kronprins(essa), är skapad av den spanske skulptören Joan Miró.

### Nytt namn
Efter att Felipe VI blivit kung av Spanien kom hans dotter kronprinsessan Leonor, prinsessa av Asturien, att ta över utdelandet från och med 2015 års pris. Samtidigt bytte både priset och stiftelsen namn från Premios Príncipe de Asturias respektive Fundación Príncipe de Asturias till de nuvarande namnen.

## Kategorier

### Internationellt samarbete (Cooperación Internacional)
Delas sedan 1981 ut till "den person, institution, grupp av personer eller institutioner vars verksamhet på ett föredömligt och betydelsefullt sätt har bidragit till den ömsesidiga spridningen av kunskap, utveckling eller broderskap mellan folken".
- 1981: José López Portillo
- 1982: Enrique V. Iglesias
- 1983: Belisario Betancur
- 1984: Contadora Group
- 1985: Raúl Alfonsín
- 1986: Universitetet i Salamanca och Coimbras universitet
- 1987: Javier Pérez de Cuéllar
- 1988: Óscar Arias
- 1989: Jacques Delors och Michail Gorbatjov
- 1990: Hans Dietrich Genscher
- 1991: UNHCR
- 1992: Nelson Mandela och Frederik Willem de Klerk
- 1993: Blå baskrarna vid Förenta Nationerna som stationerades i forna Jugoslavien
- 1994: Yasser Arafat och Yitzhak Rabin
- 1995: Mario Soares
- 1996: Helmut Kohl
- 1997: Regeringen i Guatemala och Unidad Revolucionaria Nacional Guatemalteca
- 1998: Fatiha Boudiaf, Olayinka Koso-Thomas, Graça Machel, Rigoberta Menchú, Fatana Ishaq Gailani, Emma Bonino och Somaly Mam
- 1999: Pedro Duque, John Glenn, Chiaki Mukai och Valery Polyakov
- 2000: Fernando Henrique Cardoso
- 2001: Internationella rymdstationen
- 2002: Scientific Committee on Antarctic Research
- 2003: Luiz Inácio Lula da Silva
- 2004: Europeiska unionens Erasmusprogram
- 2005: Simone Veil
- 2006: Bill & Melinda Gates Foundation
- 2007: Al Gore
- 2008: Ifakara Health Research and Development Centre (Tanzania), Malaria Research and Training Centre (Mali), Kintampo Health Research Centre (Ghana) och Manhiça Centre of Health Research (Moçambique)
- 2009: Världshälsoorganisationen (WHO)
- 2010: International Cooperation on The Transplantation Society och Organización Nacional de Trasplantes i Spanien.
- 2011: Bill Drayton
- 2012: Röda Korset
- 2013: Max Planck-sällskapet
- 2014: Fulbright-programmet
- 2015: Wikipedia
- 2016: United Nations Framework Convention on Climate Change och Parisavtalet
- 2017: Hispanic Society of America
- 2018: Amref Health Africa
- 2019: Salman Khan och Khan Academy

### Konst och kultur (Artes)
Delas sedan 1981 ut till "den person, institution, grupp av personer eller institutioner vars verksamhet inom arkitektur, film, dans, skulptur, musik, målarkonst eller andra konstnärliga uttryckssätt utgör ett betydelsefullt bidrag till mänskighetens kulturarv".
- 1981: Jesús López Cobos
- 1982: Pablo Serrano
- 1983: Eusebio Sempere
- 1984: Orfeón Donostiarra
- 1985: Antonio López García
- 1986: Luis García Berlanga
- 1987: Eduardo Chillida
- 1988: Jorge Oteiza
- 1989: Oscar Niemeyer
- 1990: Antonio Tàpies
- 1991: Alfredo Kraus, José Carreras, Teresa Berganza, Pilar Lorengar, Plácido Domingo, Montserrat Caballé och Victoria de los Angeles
- 1992: Roberto Matta
- 1993: Francisco Javier Sáenz de Oiza
- 1994: Alicia de Larrocha
- 1995: Fernando Fernán-Gómez
- 1996: Joaquín Rodrigo
- 1997: Vittorio Gassman
- 1998: Sebastião Salgado
- 1999: Santiago Calatrava
- 2000: Barbara Hendricks
- 2001: Krzysztof Penderecki
- 2002: Woody Allen
- 2003: Miquel Barceló
- 2004: Paco de Lucía
- 2005: Maja Plisetskaja och Tamara Rojo
- 2006: Pedro Almodóvar
- 2007: Bob Dylan
- 2008: Sistema de Orquesta Juvenil e Infantil de Venezuela
- 2009: Norman Foster
- 2010: Richard Serra
- 2011: Riccardo Muti
- 2012: Rafael Moneo
- 2013: Michael Haneke
- 2014: Frank Gehry
- 2015: Francis Ford Coppola
- 2016: Núria Espert
- 2017: William Kentridge
- 2018: Martin Scorsese
- 2019: Peter Brook

### Kommunikation och humaniora (Comunicación y Humanidades)
Delas sedan 1981 ut till "den person, institution, grupp av personer eller institutioner vars skapande eller utforskande verksamhet representerar ett betydelsefullt bidrag till den globala kulturen inom dessa fält".
- 1981: María Zambrano
- 1982: Mario Bunge
- 1983: Dagstidningen El País
- 1984: Claudio Sánchez Albornoz
- 1985: José Ferrater Mora
- 1986: O Globo
- 1987: Dagstidningarna El Espectador och El Tiempo
- 1988: Horacio Sáenz Guerrero
- 1989: Fondo de Cultura Económica och Pedro Laín Entralgo
- 1990: José Simeón Cañas universitet
- 1991: Luis María Anson
- 1992: Emilio García Gómez
- 1993: Vuelta the Review
- 1994: Spanska missionen i Rwanda och Burundi
- 1995: José Luis López Aranguren och EFE
- 1996: Indro Montanelli och Julián Marías
- 1997: CNN och Václav Havel
- 1998: Reinhard Mohn
- 1999: Instituto Caro y Cuervo
- 2000: Umberto Eco
- 2001: George Steiner
- 2002: Hans Magnus Enzensberger
- 2003: Ryszard Kapuściński och Gustavo Gutiérrez Merino
- 2004: Jean Daniel
- 2005: Alliance française, Società Dante Alighieri, British Council, Goethe-Institut, Instituto Cervantes och Instituto Camões
- 2006: National Geographic Society
- 2007: Nature och Science
- 2008: Google
- 2009: Universidad Nacional Autónoma de México
- 2010: Alain Touraine och Zygmunt Bauman
- 2011: Royal Society
- 2012: Shigeru Miyamoto
- 2013: Annie Leibovitz
- 2014: Quino
- 2015: Emilio Lledó Iñigo
- 2016: James Nachtwey
- 2017: Les Luthiers
- 2018: Alma Guillermoprieto
- 2019: Pradomuseet